# Stichting Blijvend Applaus

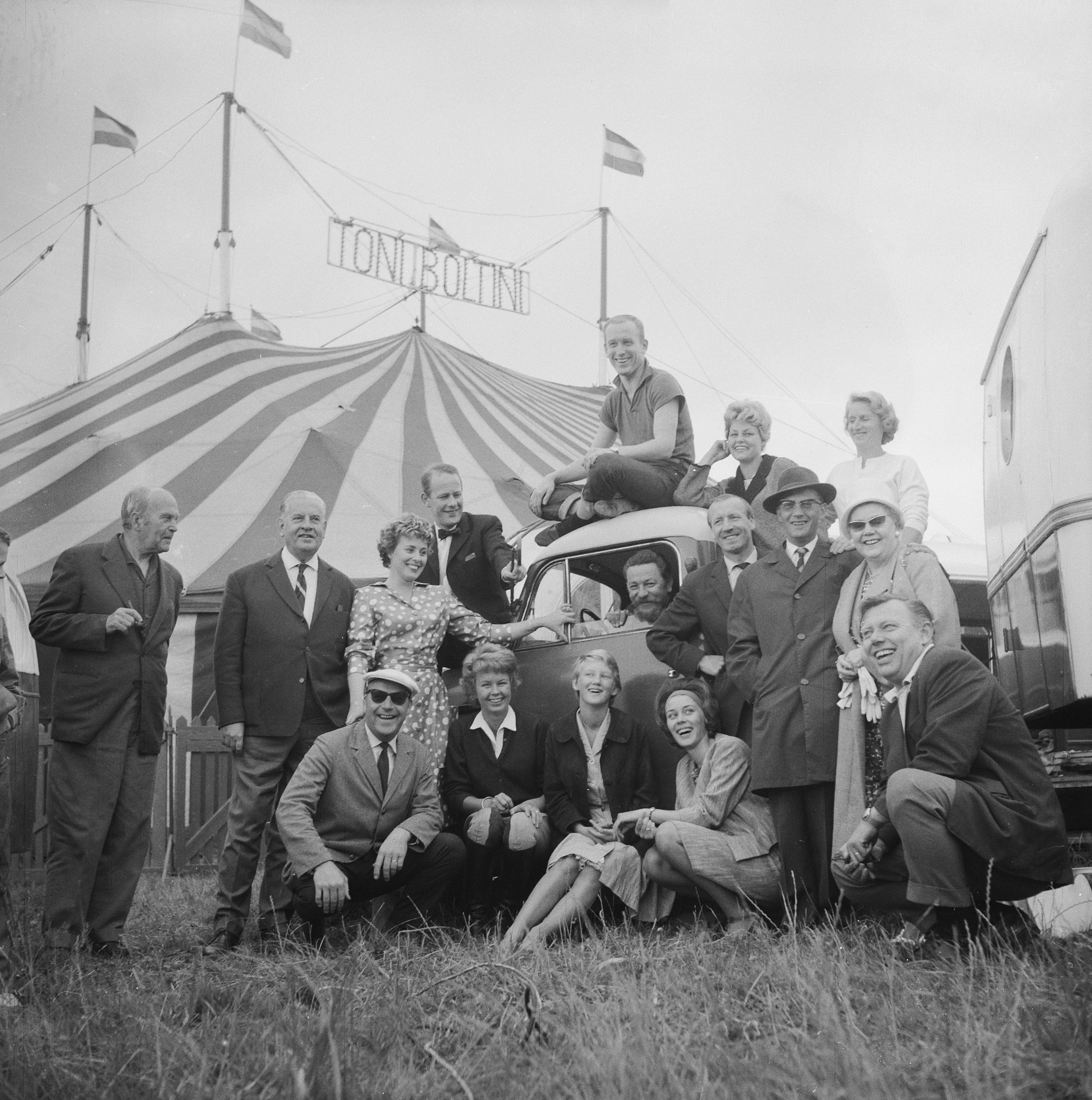
Voorstelling artiesten van de "Grand Gala des Artistes", voor de tent van Circus Boltini. De opbrengst van deze avond - gehouden op 18 juli 1962 - was bestemd voor de 'Stichting Blijvend Applaus'

De Stichting Blijvend Applaus is een Nederlandse stichting voor (oud-)podiumkunstenaars, opgericht in 1962. Aanvankelijk had de stichting primair als doel om gewezen sterren uit de amusementswereld (financieel) te ondersteunen. Later verschoof de doelstelling naar het in de bredere zin van het woord eren van artiesten die hun sporen hebben verdiend.  

## Geschiedenis
De Stichting Blijvend Applaus werd opgericht in 1962 in Amsterdam door een aantal notabelen uit de artiestenwereld en uit de gemeentelijke politiek, met als doel “kunstenaars uit de amusementswereld, waar dit nodig is, financieel bij te staan en verder al hetgeen daarmede in verband staat of daaraan bevorderlijk kan zijn te verrichten.” 

Directe aanleiding was een artikel van Henk van der Meijden in De Telegraaf over de vergeten zangeres en vroegere variétéartieste Louisette, die in armoedige omstandigheden leefde in Amsterdam. Er kwamen veel reacties binnen op het artikel. De sociale dienst en de GGD Amsterdam zegden toe een onderzoek te doen naar haar situatie. Deze toezegging kwam na vragen van het gemeenteraadslid Truus Wijsmuller-Meijer. Zij nam ook zitting in het bestuur van de stichting Blijvend Applaus die na een vergadering op 16 februari 1962 werd opgericht per 22 februari 1962. In het bestuur zaten verder theaterimpresario Meyer Hamel en mr R. Kokosky. Om geld binnen te halen voor de stichting werd er onder andere gala-avond georganiseerd door een "werkcomité". Het comité bestond uit Wim Sonneveld, Karel Wunnink, Bob Peters en Jo van Doveren.  Sonneveld had als jonge jongen nog met Louisette gewerkt. Op 18 juli 1962 werd het eerste grand gala des artistes georganiseerd in het circus Boltini. De Stichting Blijvend Applaus zorgde dat Louisette haar laatste jaren werd verzorgd in een tehuis te Laren. 

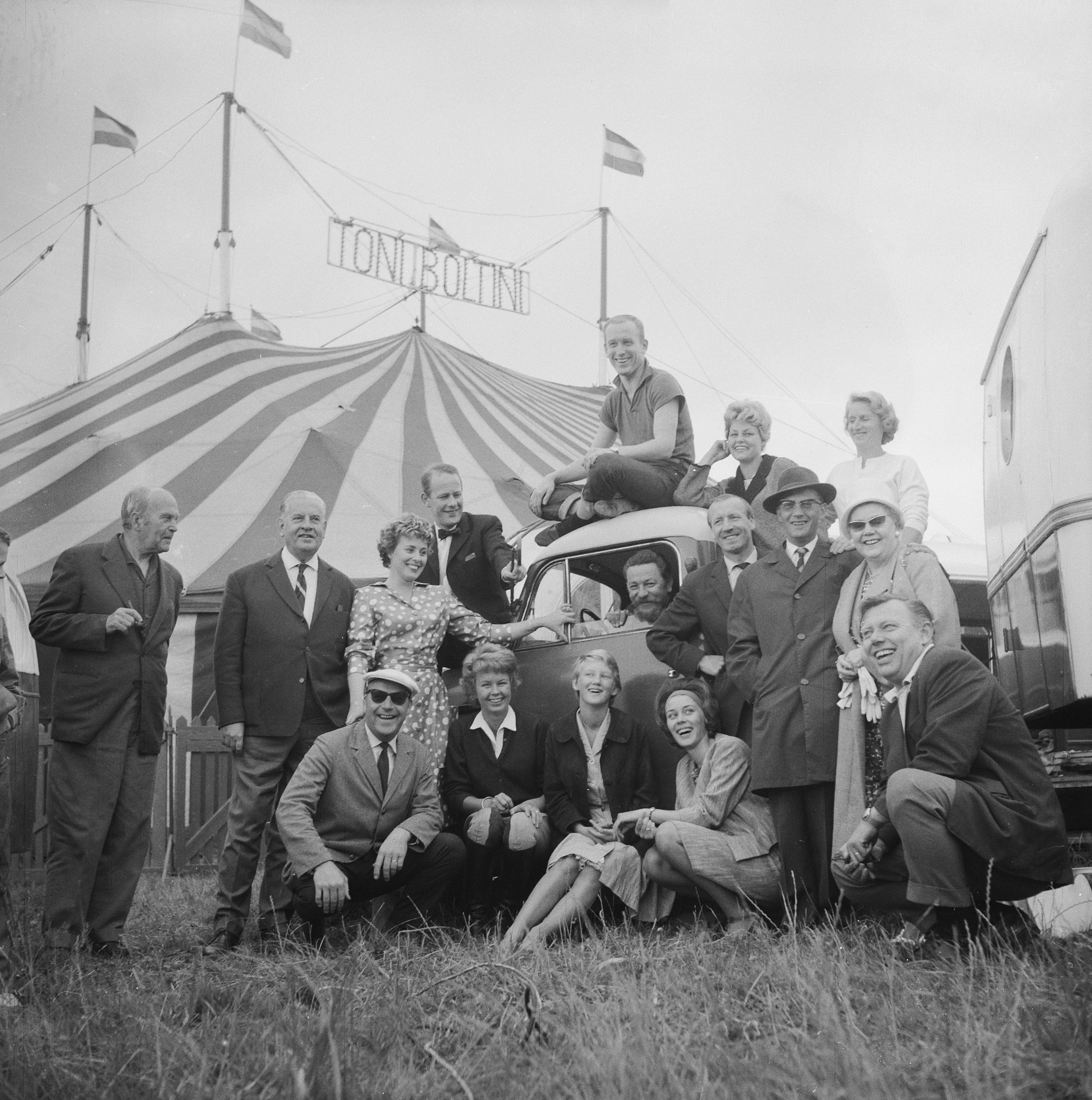
Voorstelling artiesten van de "Grand Gala des Artistes", voor de tent van Circus Boltini.
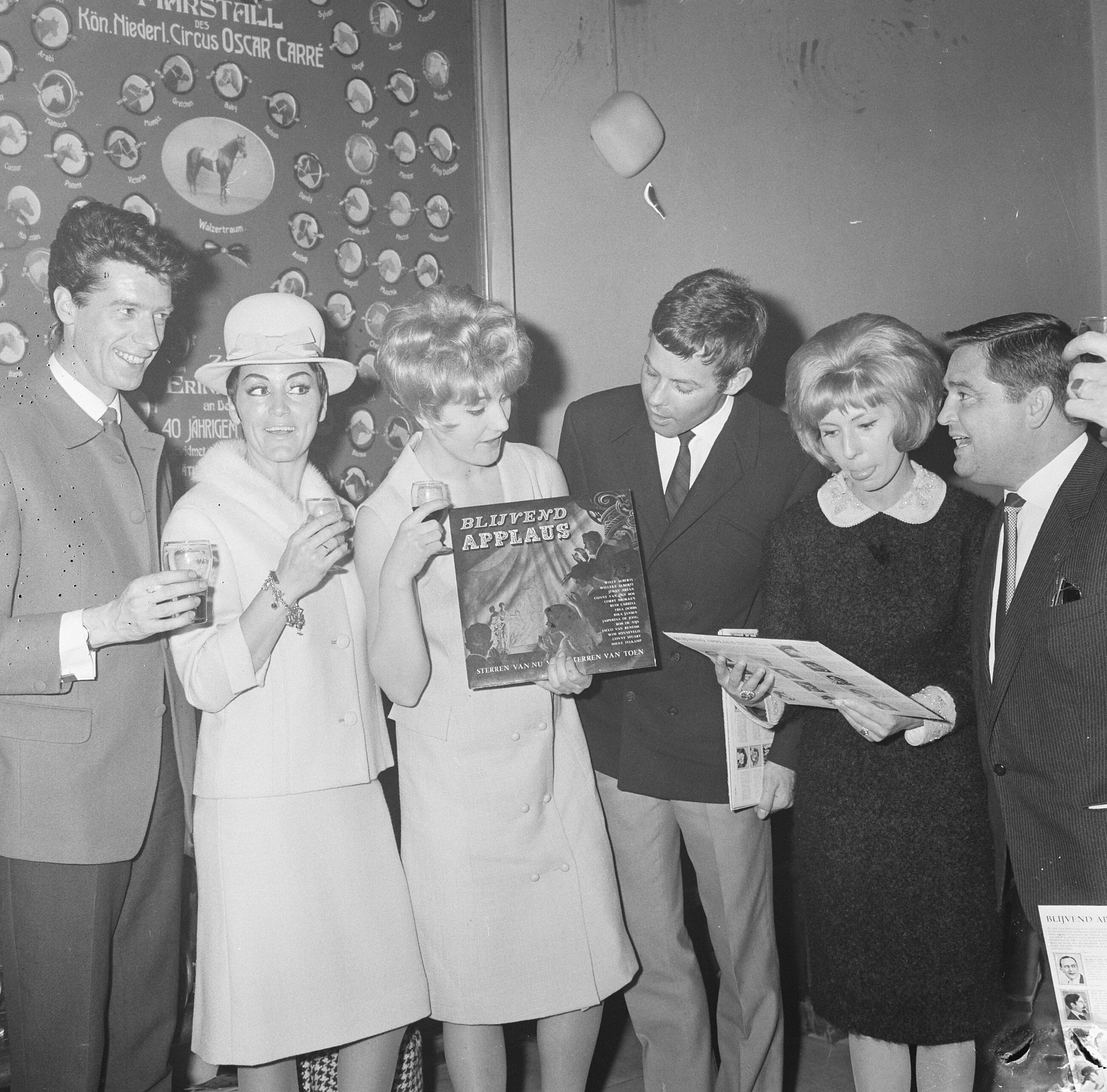
Blijvend applaus, langspeelplaat ten doop gehouden, de medewerkers aan de plaat.

In de jaren daarna zamelden verschillende artiesten en de stichting zelf geld in voor om andere behoeftige artiesten te kunnen ondersteunen. Zo kwam de stichting in 1965 met een langspeelplaat, met als doel om 100.000 gulden op te halen. Uiteindelijk was er voldoende geld (een ingezonden brief in het Algemeen Dagblad in 1973 spreekt over een vermogen van 180.000 gulden) om twee panden aan de Amsterdamse Egelantiersgracht te kopen en artiesten betaalbare huisvesting te bieden.
Over het idee van huisvesting ontstond onenigheid met de stichting Nationaal Artiesten Appèl. Hierover is echter weinig informatie beschikbaar. De stichting had eenzelfde doel als Blijvend Applaus en de naam van ene Aad van Holstein werd daarbij genoemd. De stichting uit Den Haag dreigde met een rechtszaak tegen Blijvend Applaus inzake de plannen om onroerend goed te kopen. Of het zover is gekomen, is onbekend.
Het ondersteunen ging door totdat dit door de sociale voorzieningen niet meer nodig was. Daarna richtte de stichting zich op de immateriële behoeften van de oudere artiesten: aandacht en waardering. In 1997 werd voor dit doel de Blijvend Applaus Prijs in het leven geroepen, en in 2014 volgde het Stijgend Applaus Stipendium. 

## Blijvend Applaus Prijs

### Betekenis
De Blijvend Applaus Prijs wordt uitgereikt aan oud-podiumkunstenaars voor hun gehele oeuvre. Het initiatief tot deze prijs werd genomen in 1997. Aanvankelijk werd deze tweejaarlijks en sinds 2007 jaarlijks uitgereikt. De prijs bestaat uit een bronzen beeldje van Iris Le Rütte, een geldbedrag en een feestelijk theaterprogramma.

### Prijswinnaars
- 1997 – Drs. P, dichter en muzikant
- 1999 – Lex Goudsmit, acteur
- 2001 – Herman Krebbers, violist en concertmeester en Theo Olof, violist en schrijver
- 2002 – Ramses Shaffy, chansonnier en acteur
- 2004 – Elisabeth Andersen, actrice
- 2006 – Adèle Bloemendaal, cabaretière en actrice
- 2007 – John Kraaijkamp sr., komiek en acteur
- 2008 – Piet Noordijk, saxofonist
- 2009 – Ellen Vogel, actrice
- 2010 – Paul van Vliet, cabaretier
- 2011 – Peter Koelewijn, zanger
- 2012 – Ingeborg Elzevier, actrice
- 2013 – Mini & Maxi, kleinkunstduo
- 2014 – Jard van Nes, operazangeres
- 2015 – Henny Orri, actrice
- 2016 – Jenny Arean, zangeres en cabaretiere
- 2017 – Ack van Rooyen, trompettist
- 2018 – Hans Dagelet, acteur
- 2019 – Herman Finkers, cabaretier
- 2020 - Geen uitreiking in verband met de coronapandemie
- 2021 – Willeke Alberti, zangeres
- 2022 - Jan Joris Lamers, decorontwerper
- 2023 - Waardenberg en De Jong, kleinkunstduo
- 2024 - Bart Schneemann, hoboïst[11]

## Stijgend Applaus Stipendium

### Betekenis
Het Stijgend Applaus Stipendium wordt sinds 2014 uitgereikt op voordracht van de jury van de VSCD-cabaretprijzen en bestaat uit een geldbedrag van 7.500 euro.

### Prijswinnaars
- 2014 - Jasper van Kuijk en De Partizanen
- 2015 - theatergroep Oeloek en Peter van Rooijen
- 2016 - Kirsten van Teijn en  Jan Beuving
- 2017 - Geen uitreiking
- 2018 - Thijs van de Meeberg
- 2019 - Elke Vierveijzer
- 2020 - Geen uitreiking
- 2021 - Daniëlle Schel
- 2022 - Christiaan van Eijkelenburg
- 2023 - Lonneke Dort
- 2024 -  Musa[13]